# プロクルーステース

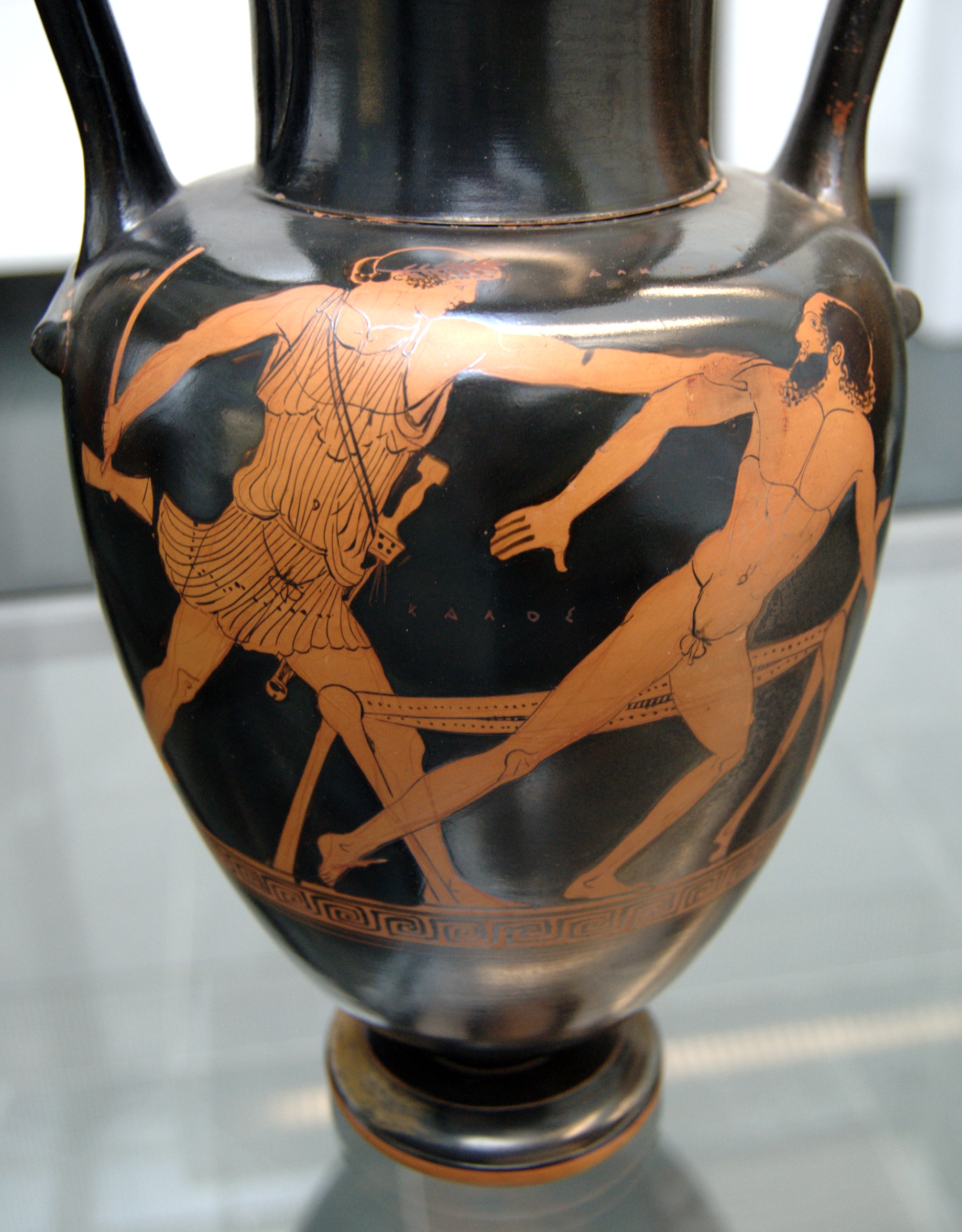
テーセウスとプロクルーステース（アッティカの赤絵式ネックアンフォラ（紀元前570年〜560年頃） ミュンヘン、州立古代美術博物館(Inv. 2325)

プロクルーステース（古希: Προκρούστης, Procrūstēs）は、ギリシア神話に出てくるアッティカの強盗である。その名は「伸ばす人」という意味。
ダマステース（古希: Δαμάστης, Damastēs, 「圧倒する」の意味）、ポリュペーモーン（古希: Πολυπήμων, Polypēmōn, 「ひどく痛めつける」という意味）という異名もある。それぞれ長母音を省略してプロクルステス、ダマステス、ポリュペモン、とも表記される。
プロクルーステースはエレウシースの外側の丘にアジトを持っていた。そこには、鉄の寝台があり、通りかかった人々に「休ませてやろう」と声をかけ、隠れ家に連れて行き、寝台に寝かせた。もし相手の体が寝台からはみ出したら、その部分を切断し、逆に、寝台の長さに足りなかったら、サイズが合うまで、体を引き伸ばす拷問にかけた。寝台にぴったりのサイズの人間がいなかったのは、寝台の長さが調節可能だったからである。プロクルーステースは遠くから相手の背丈を目測して、寝台を伸ばしたり縮めたりしていた。
プロクルーステースの恐怖時代を終わらせたのはテーセウスだった。テーセウスはプロクルーステースの身長が彼の寝台にぴったり合うよう、頭と足を切断した（テーセウスは身長が低かったので、寝台はあらかじめ縮められていた）。このプロクルーステース退治は、トロイゼーンからアテーナイに向かう間の、テーセウス最後の冒険談である。

## 派生語
プロクルーステースのベッド（寝台）（Procrustean bed）は、「無理矢理、基準に一致させる」という意味である。他にも、統計学用語で プロクルステス分析（Procrustes analysis）、コンピューター・プログラミング用語でProcrustean stringといったものがある。